# Dunaj (odrůda révy vinné)
Dunaj je středně pozdní moštová odrůda révy vinné (Vitis vinifera), používaná k výrobě červených vín. Odrůda byla vyšlechtěna na Slovensku v roce 1958, Ing. Dorotou Pospíšilovou, CSc. a kolektivem šlechtitelů Výzkumného ústavu vinohradnického Bratislava, křížením odrůd (Muscat Bouschet x Oporto) x Svatovavřinecké.
Mateřská odrůda : Semenáč vznikl v Bratislavě již roku 1951, křížením odrůd Muscat Bouschet x Oporto, vynikal vysokou kvalitou, ale byl silně náchylný ke sprchávání, a proto byl dále křížen s odrůdou Svatovavřinecké. Obě odrůdy, které se podílely na křížení mateřské odrůdy, nejsou příliš známé a nejsou ani komerčně využívány, též jako rodičovské odrůdy při šlechtění nových odrůd se uplatňují poměrně zřídka.
Za pozornost stojí zejména odrůda Oporto, americký interspecifický kříženec Vitis riparia a Vitis labrusca (E.W. Sylvester, 1867). Z tohoto pohledu je zajímavé, že odrůda Dunaj je uváděna jako odrůda původu Vitis vinifera. Je třeba dodat, že název „Oporto“ je synonymem mnoha odrůd původu Vitis vinifera, například odrůd Modrý Portugal, Frankovka či Teinturier.

## Popis
Réva vinná (Vitis vinifera) odrůda Dunaj je jednodomá dřevitá pnoucí liána, dorůstající v kultuře až několika metrů. Kmen tloušťky až několik centimetrů je pokryt světlou borkou, která se loupe v pruzích. Úponky révy umožňují této rostlině pnout se po pevných předmětech. Růst je středně bujný.
List je středně velký, tmavozelený, okrouhlý, pětilaločnatý se středně hlubokými až hlubokými výkroji. Čepel listová je zvlněná, středně puchýřnatá, rub listu je hustě chloupkatý až štětinkatý, řapíkový výkroj je lyrovitý, úzce otevřený až uzavřený, řapík je středně dlouhý, narůžovělý, jemně štětinkatý.
Oboupohlavní pětičetné květy v hroznovitých květenstvích jsou žlutozelené, samosprašné. Hrozen je středně velký (157 g), kónický, řidší, hlavní osa se výrazně větví a často vytváří zdvojené hrozny. Bobule jsou středně velké (14–16 mm), kulaté, modré, se silným voskovým povlakem. Dužina je červeně zbarvená, rozplývavá až rosolovitá, sladká, neutrální až slabě muškátové chuti.

## Původ a rozšíření
Dunaj je moštová odrůda révy vinné (Vitis vinifera). Byla vyšlechtěna roku 1958 Ing.Dorotou Pospíšilovou, CSc. a kolektivem šlechtitelů Výzkumného ústavu vinohradnického Bratislava, křížením odrůd (Muscat Bouschet x Oporto) x Svatovavřinecké.
Ze 113 semen křížení rodičovských odrůd bylo získáno 32 semenáčů, z těch byly vybrány 2 elitní typy s označením 4/5 a 6/10. Semenáč 6/10 byl sledován v různých zkouškách více než 20 roků. Pod názvem Dunaj vyšel vítězně i ze státních odrůdových zkoušek ÚKSÚP a roku 1997 byl na návrh Odrůdové komise MP SR zapsán do Listiny registrovaných odrůd na Slovensku. Právně chráněný je již od roku 1992.
Na Slovensku tvořila roku 2006 odrůda 0,024 % plochy vinic. Ve Státní odrůdové knize České republiky není zapsána, není uvedena ani mezi odrůdami, ze kterých je dovoleno vyrábět zemská vína. V České republice se pěstuje pouze okrajově, na Moravě, kde se lze na místních koštech setkat s odrůdovými víny.

## Název
Název odrůdy připomíná nejznámější slovenskou řeku Dunaj, názvy řek jsou slovenskými šlechtiteli používány pro nové odrůdy révy poměrně často. Šlechtitelské označení odrůdy je MBOP x SV 6/10.

## Pěstování
Réví dobře vyzrává, odolnost vůči zimním mrazům je relativně dobrá (do -23 °C). Odrůda raší pozdně, není proto ohrožována pozdními jarními mrazíky. Lze ji pěstovat na středním nebo vysokém vedení. Na ramenech staršího dřeva řežeme středně dlouhé i kratší tažně, dlouhé plodonosné dřevo vyhovuje méně. Používáme zatížení 8-10 plodonosných oček na 1 m² půdy. Plodnost je střední, 9-12 t/ha při cukernatosti 20-24 °NM a obsahu kyselin 7,5-12 g/l.

### Fenologie
Odrůda raší pozdně, ale kvete mezi prvními odrůdami a i zaměkání bobulí je poměrně rané. Hrozny dozrávají koncem září až začátkem října, odrůda má kratší vegetační cyklus při sumě aktivních teplot (SAT) 2600 °C.

### Choroby a škůdci
Odrůda je citlivější na napadení padlím révovým (Uncinula necator), k plísni révové (Plasmopara viticola) a plísni šedé (Botrytis cinerea) je poměrně odolná, postačí běžná chemická ochrana.

### Poloha a půdy
Na polohu ani na půdy nemá odrůda vysoké nároky. Není vhodná do suchých skeletových půd vyšších svahových poloh ani do velmi suchých oblastí, kde nedostatek vody způsobuje snížení úrody, ale ani do velmi výživných a vododržných půd, kde, podobně jako při přehnojení dusíkem, může dojít ke sprchávání květenství. Nejvhodnější jsou půdy středně těžké, s dobrou vododržností, ve kterých se dosahuje dobré úrody a hrozny poskytují velmi kvalitní červená vína.

## Víno
Dunaj se často sklízí ve vyšších přívlastkových stupních a zpracovává se metodou dlouhodobé macerace s makro- a mikrooxidací. Vhodné je zrání vína v dubových sudech, pro výrazně ovocitý charakter jsou méně vhodné barikové sudy. Odrůdová vína jsou harmonická, plná, extraktívní, tmavočervené až rubínové barvy.
Z teplých poloh dává vína až jižního typu, někdy připomínající i portská. V chuti a vůni se objevují přezrálé třešně a višně, přecházející až do velmi zajímavých čokoládových tónů, tříslovina je velmi jemná. Delším ležením získávají vína eleganci a jemně červenohnědou barvu, starší ročníky mohou připomínat vína odrůdy Rulandské modré.